# RR Telescopii
RR Telescopii är en symbiotisk nova i södra delen av stjärnbilden Kikaren. Den har en skenbar magnitud av ca 12 (år 2013) och kräver ett teleskop för att kunna observeras. Den beräknas den befinna sig på ett avstånd av ca 2 700 parsek) från solen. Den rör sig närmare solen med en heliocentrisk radialhastighet på ca -62 km/s.

## Historik
RR Telescopii registrerades på fotografiska plåtar som en svag variabel stjärna med fotografisk magnitud (mpg) från 9 till 16,6 från 1889 till 1944. I slutet av 1944 började stjärnan lysa upp och ökade med cirka 7 magnituder, från mpg ca 14 till ljusare än 8. Ljusningen fortsatte med en minskad ökningstakt från början av 1945, men det totala utbrottet noterades inte förrän stjärnan sågs vid cirka 6,0 i juli 1948.
RR Telescopii observerades regelbundet i ett undersökningsprogram av den södra stationen vid Harvard College Observatory från och med 1889, liksom andra södra observatorier som inleddes vid senare datum. Williamina Fleming rapporterade 1908 variationer i ljusstyrka mellan cirka magnitud 9 och 11,5, och föreslog att den kan vara samma typ av stjärna som SS Cygni. På senare plåtar visade den blygsam oregelbunden variation mellan mpg 12,5 och 14, fram till omkring 1930. Vid den tiden började den visa långsamma periodiska variationer i ljusstyrka mellan magnituderna 12 och 16. Perioden för dessa variationer var 387 dygn, och stjärnan kunde karakteriseras som en ovanlig halvregelbunden variabel. Inga spektra verkar ha tagits av stjärnan före utbrottet, eftersom den var för svag för att ingå i Henry Draperkatalogen och var opåverkad fram till utbrottet.
År 1944 avbröts de periodiska variationerna och stjärnan ljusnade med mer än 7 magnituder under cirka fyra år. Från mpg 14 i slutet av 1944 visade undersökningsplåtar den ljusare än magnitud 8 tidigt 1945, och stjärnan observerades vid mpg 7,4 i september–oktober 1946, 7,0 i mars 1948 och 6,0 i juli 1948. År 1948 märktes den och fick 1948 beteckningen Nova Telescopii för att i juli 1949 börja blekna långsamt. Informationen om RR Telescopiis beteende före utbrottet som ses i Harvard-undersökningsplåtarna publicerades av Margaret Mayall i februari 1949, och den redan långa varaktigheten av utbrottet, år i motsats till dagar eller veckor, gjorde det klart att RR Telescopii måste vara mycket annorlunda än de novor som tidigare hade observerats. Den kallades en långsam nova som en markering av den inte förstådda skillnaden.
De första spektroskopiska observationerna gjordes i juni 1949 innan stjärnan började blekna och spektrumet visade ett rent absorptionsspektrum som liknade det hos en superjätte av spektraltyp F. Nästa spektra togs i september–oktober samma år, då spektrumets karaktär hade ändrats till ett kontinuum med många emissionslinjer men inga urskiljbara absorptionslinjer.

## Egenskaper

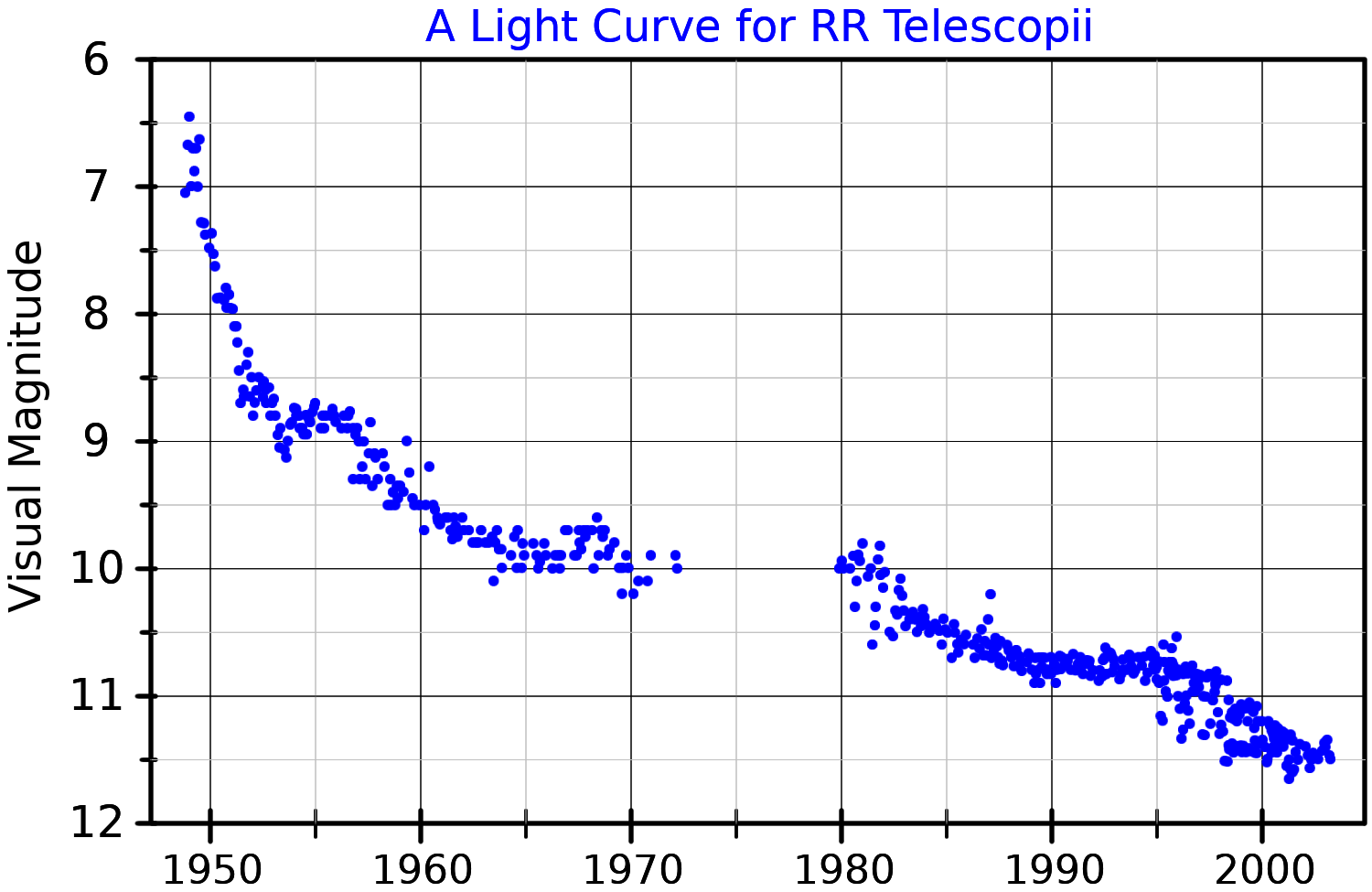
En ljuskurva i visuella bandet för RR Telescopii, plottad från Kotnik-Karuza et al. (2006)

I synligt ljus har RR Telescpii bleknat stadigt (om än inte med konstant hastighet) sedan 1949. Den hade 1977 om visuell magnitud 10,0 och var ungefär magnitud 11,8 i mitten av 2013. Dess spektrum i visuell våglängd har behållit samma allmänna karaktär, även om det har utvecklats till att omfatta emissionslinjer med gradvis högre excitation, som både tillåtna linjer och förbjudna linjer med många element. Absorptionsfunktioner på grund av TiO (kännetecknet för M-stjärnor) sågs i spektrumet av RR Telescopii på 1960-talet.
När andra våglängder blev observerbara med instrument med avancerad teknik, användes dessa verktyg på RR Telescopii. Infraröd fotometri fann ett överskott av strålning från 1 till 20 μm, vilket tyder på närvaron av omgivande stoft med en temperatur på några hundra kelvin. Att observera vid kortare våglängder har varit mycket produktivt. RR Telescpii observerades i ultraviolett våglängd med IUE, den ultravioletta spektrometern ombord på Voyager 1 och Hubbleteleskopet, och i röntgenvåglängd med Einstein Observatory, EXOSAT och ROSAT.
Som en symbiotisk stjärna består RR Telescopii av en sen röd jättestjärna i ömsesidig omloppsbana med en vit dvärg, med betydande mängder het gas och varmt stoft runt de två stjärnorna. Den röda jätten kallas ofta för en Mira, även om det enda verkliga försöket att karakterisera systemet före utbrottet gav en annan typ av pulserande jättestjärna av sen typ. De observerade infraröda färgerna och synliga och infraröda spektrafunktioner kan matchas av en stjärna av spektraltyp M5 III.Z Andromedae-variabel. Sådana svala pulserande variabla stjärnor är kända för att producera omgivande stoft i de långsamma stjärnvindarna som strömmar från sådana stjärnor. Inga förskjutningar av omloppshastigheten har upptäckts, så omloppsbanans separation är förmodligen stor (flera AE) och omloppsperioden är år eller decennier. 
Analys av optiska, ultravioletta och röntgendata i början av 1990-talet anger en vit dvärgstjärna med en effektiv temperatur på cirka 142 000 K, en ljusstyrka på 3 500 gånger solen luminositet och en ytgravitation cirka 100 gånger solens, vilket anger en massa på cirka 0,9 solmassa. Det finns också en liten volym gas med en temperatur på flera miljoner K, som är produkten av kollisionen mellan vindarna från de två stjärnorna. Heta vita dvärgstjärnor har ofta stjärnvindar med högre hastigheter än vindarna från röda jättar. En vind från RR Telecopiis vita dvärg med en hastighet på cirka 500 km/s skulle kunna producera den miljongradiga gasen.

## Anteckningar
a. Tillämpning av Stefan-Boltzmann-lagen med en nominell soleffektiv temperatur på 5 772 K: 
{\displaystyle {\sqrt {(5772/2500)^{4}*7350}}=457\ R\odot }
b. Tillämpning av Stefan-Boltzmann-lagen med en nominell soleffektiv temperatur på 5 772 K: 
{\displaystyle {\sqrt {(5772/2500)^{4}*9450}}=518.189\ R\odot }